# 주동원
주동원(朱東源, Ju Dong-won, 1954년 1월 2일 ~ )은 방송인 출신이다.  

## 주요 경력
- TBC 기자(‘78~’80)
- KBS 기자(‘81~’91)
- SBS 차장(‘91~’95)
  - SBS 라디오 뉴스전망대 앵커
- YTN 국장, 대기자, 해설위원실 실장(‘95~’12)
  - YTN 초대석 대담, YTN TV ‘클로즈 업’, YTN 라디오 ‘주동원의 뉴스전망대’, ‘YTN칼럼’, ‘주동원의 YTN 생생경제’, 해설위원실장
- 소상공인연합회 정책자문위원(‘19)
- 한국무죄네트워크 운영위원(‘15~’21.2)
- ‘21.3.12~23.12.31 :  한국국제방송교류재단(아리랑국제방송) 사장

## 학력
- 서울, 경동고(‘72)
- 서울, 경희대 법률학 학사(’76)